# チマルワカン
チマルワカン（Chimalhuacán）は、メキシコのメヒコ州の都市であり、基礎自治体である。メキシコシティの北東側に接して位置している。メキシコシティ都市圏の一部を形成している。
都市の人口は524,223人（2005年）、基礎自治体の人口は525,389人である。